# Präsentationsmonolith
Präsentationsmonolithen (englisch presentation monolith, auch Präsentationsstelen) sind Monolithen bzw. Stelen, die eine eigene Kategorie innerhalb der Monolithen der Tiwanaku-Kultur bilden. Präsentationsmonolithen sind anthropomorphe lithische Wesen, die in der einen Hand einen Qiru und in der anderen ein Schnupftablett halten.

## Charakteristiken
Präsentationsmonolithen treten im Gegensatz zu Monolithen mit ausgestreckten Armen nur als Kolossalstatuen mit einer Größe über 2 Metern auf. Stelen dieser Kategorie wurden bisher ausschließlich in Tiwanaku entdeckt, wohingegen Monolithen mit ausgestreckten Armen auch in den Tiwanaku-Siedlungen Lukurmata und Lakaya entdeckt wurden. Präsentationsmonolithen halten in der einen Hand einen Qiru und in der anderen ein Schnupftablett. Bei allen Monolithen dieser Art enden beide Arme in linken Händen. Nach Matthew Bandy repräsentiert diese Geste von Präsentationsmonolithen, dass die Statuen dem Betrachter sozial überlegen sind. In einigen Fällen werden Präsentationsmonolithen auch von Monolithen mit ausgestreckten Armen flankiert, so beispielsweise der zentrale Präsentationsmonolith der sogenannten Kochamama-Triade.

## Repräsentanten
Zu der Kategorie der Präsentationsmonolithen gehören unter anderem
- Bennett-Monolith
- Mönch-Monolith
- Kochamama-Monolith
- Ponce-Monolith
- Pumapunku-Monolith